# Анна Тумаркін
Анна-Естер Тумаркін (Ганна Павлівна Тумаркіна, нім. Anna Ester Tumarkin; 16 лютого 1875, Дубровно, Горецький повіт, Гродненська губернія — 7 серпня 1951, Гюмліген, кантон Берн, Швейцарія) — швейцарський філософ, історик філософії, психолог російського походження; перша в Європі жінка — професор філософії (1909).

## Біографія
Анна Тумаркін народилася в заможній єврейській родині в Дубровно (тепер райцентр Дубровенського району Вітебської області Білорусії). Її батько — бессарабський купець і згодом особистий дворянин Палтіел (Павло) Мойсейович Тумаркін (пом. 1906) — займався оптовою торгівлею взуттям, публіцистикою на івриті і перекладами з російської мови на іврит (під ім'ям Полтіел Іосеф Тумаркін). Один з перших перекладачів сучасної американської літератури на іврит (за допомогою російської мови). Серед його перекладів — «Шенат хаАлпаим: хаАтака мо-ат хаПрофессор Белламі» О. Сініна (1898). Палтіел Тумаркін і його дружина Софія Герценштейн походили з Дубровно, але вже в ранньому дитинстві їхня дочка Хана-Естер (в майбутньому Анна-Естер) зростала в Кишиневі. Тут закінчила жіночу гімназію і вчительські курси.
Анна Тумаркін почала навчання в Берлінському університеті під керівництвом Вільгельма Дільтея. З 1892 року жила у Швейцарії, де до того часу вже вчився її старший брат. Вступила на філософське відділення Бернського університету, де в 1895 році успішно захистила дисертацію з порівняльного аналізу філософських праць Гердера і Канта, видану в першій книзі «Бернського курсу філософії» під редакцією її наукового керівника Людвіга Штайна.
У 1898 році Тумаркін отримала постійну позицію приват-доцента (Privatdozentin) в Бернському університеті і таким чином стала першою в Швейцарії і в Європі жінкою — викладачем філософії. У 1906 році отримала звання титулярного професора (Honorarprofessorin), а в 1909 році — екстраординарного професора (Professorin Extraordinaria) там само. Викладала естетику та історію філософії в Бернському університеті до 1943 року. З 1921 року ділила квартиру з лікарем Ідою Гоф (1880—1952) в будинку № 44 по Hallwylstrasse; разом з В. З. Гоф в 1925 і 1937 роках відвідувала родичів у Бессарабії, що стала румунською. Через кілька років більшість Тумаркіних, що залишилися в місті, були депортовані і страчені.
Анна Тумаркін — автор ряду монографічних праць з філософії, теоретичної психології, естетики та культурології, історичного аналізу робіт Спінози, Гердера і Канта, в тому числі «Гердер і Кант» (1896), «До опису Юстина Кернера», 1898), «Асоціативний принцип в історії естетики» (1899), «Гра здібностей у Канта» (1905), «До трансцендентального методу кантової естетики» (1906), «Естетичний ідеал і етична норма» (1907), «Критична проблема в прекритичних працях Канта» (1908), «Кантове вчення про речі-в-собі» (1909), «Поезія і світогляд» (1919), «Романтичний світогляд» (1920), «Яким чином можлива психологія як наука» (1921), «Пролегемони до наукової психології» (1923), «Аполлонове та Діонісове у давньогрецькій філософії» (1927), «Методи психологічного дослідження» (1929), «Естетик Йоганн Георг Зульцер» (1933), «Сутність та становлення швейцарської філософії» (1948), і цілого ряду інших. Науковий керівник філософа Генріха Барта (1890—1965). Курс лекцій Анни Тумаркін 1917—1918 року в Бернському університеті відвідав Вальтер Беньямін, який згадав про її вплив на розвиток власного світогляду в листах до Герхарда Шолема.
16 лютого 2000 року — в день народження Тумаркін — одна з прилеглих до старого корпусу Бернського університету вулиць отримала назву Tumarkinweg на її честь. В Бернському університеті було організовано наукову програму ANNA, в пам'ять про філософа.

## Книги А. Тумаркін
- Herder und Kant (Гердер і Кант). A. Siebert: Берн, 1896.
- Zur Charakteristik Justinus Kerners. Stilke: Берлін, 1898.
- Das Associationsprinzip in der Geschichte der Aesthetik (Асоціативний принцип в історії естетики). Берлін, 1899.
- Kants Spiel der Kräfte (Гра здібностей у Канта). Henry Kündig: Женева, 1905.
- Bericht über die deutsche ästhetische Literatur aus den Jahren 1900—1905 (Огляд німецької естетичної літератури за роки 1900—1905). Georg Reimer: Берлін, 1905.
- Zur transcendentalen Methode der Kantischen Ästhetik (До трансцендентального методу Кантової естетики). Reuther & Reichard: Берлін, 1906.
- Ästhetisches Ideal und ethische Norm (Естетичний ідеал і етична норма). F. Enke: Штутгарт, 1907.
- Baruch Spinoza: acht Vorlesungen gehalten an der Universität Bern. Quelle & Meyer: Лейпциг, 1908.
- Das kritische Problem in den vorkritischen Werken Kants. C. Winter: Гайдельберг, 1908.
- Erich Becher: Der Begriff des Attributes bei Spinoza in seiner Entwickelung und seinen Beziehungen zu den Begriffen der Substanz und des Modus. E. Anton: Берн, 1909.
- Kants Lehre vom Ding an sich. Georg Reimer: Берлін, 1909.
- Bericht über die deutsche ästhetische Literatur aus den Jahren 1905—1909. Georg Reimer: Берлін, 1910.
- Wilhelm Dilthey. L. Simion Nf.: Берлін, 1912.
- Zu Spinozas Attributenlehre. Georg Reimer: Берлін, 1916.
- Dichtung und Weltanschauung (Поезія і світогляд). J. C. B. Mohr: Тюбінген, 1919.
- Die romantische l'eltanschauung (Романтичний світогляд). P. Haupt: Берн, 1920.
- Wie ist Psychologie als Wissenschaft möglich (Яким чином можлива психологія як наука). Reuther & Reichard: Берлін, 1921.
- Prolegomena zu einer wissenschaftlichen Psychologie (Пролегемони до наукової психології). F. Meiner: Лейпциг, 1923.
- Die Idealität der ästhetischen Gefühle. R. Voigtländer: Лейпциг, 1925.
- Die Einheit des Platonischen «Phädrus». B. G. Teubner: Берлін, 1925.
- Der Unsterblichkeitsgedanke in Platos «Phädon». J. D. Sauerländer: Франкфурт-на-Майні, 1926.
- Das Apollinische und das Dionysische in der griechischen Philosophie (Аполлонове й Діонісове в давньогрецькій філософії). B. G. Teubner: Лейпциг, 1927.
- Eindrücke der Hellasreise 1927. Orell Füssli: Лейпциг, 1928.
- Verzeichis der Publiktionen von Schweizerfrauen. Bern-Bümpliz, Buch- und Kunstdruckerei Benteli A.-G.: Берн, 1928.
- Ein Blick in das Geistesleben der Schweizer Frauen einst und jetzt. F. Pochon-Jent: Берн, 1928.
- Die Methoden der psychologischen Forschung (Методи психологічного дослідження). B.G. Teubner: Лейпциг, 1929.
- Die Überwindung der Mimesislehre in der Kunsttheorie des XVIII Jahrhunderts. Verlag von J.C.B. Mohr (P. Siebeck): Тюбінген, 1930.
- Der ästhetiker Johann Georg Sulzer (Естетик Йоганн Георг Зульцер). Verlag Huber & Aktiengesellschaft: Фрауенфельд, 1933.
- Ein Versuch Diltheys Leben aus ihm selbst zu verstehen. Helbing & Lichtenhahn: Базель, 1934.
- Wesen und Werden der schweizerischen Philosophie: Allgemeine Richtung der Philosophie der Schweiz, Philosophisches Denken in der Geschichte, Naturrecht, Erziehungslehre (Сутність і становлення швейцарської філософії). Verlag Huber & Aktiengesellschaft: Фрауенфельд, 1948.